# 니코 에버스스윈델
니코 에버스스윈델(Nico Evers-Swindell, 1979년 1월 1일 ~ )은 뉴질랜드의 배우이다.

## 출연 작품
- 화이트 래빗 (2018)
- 더 파크랜드 (2013)
- 윌리엄 앤 케이트 (2011)